# Chris Hardwick
Christopher Ryan Hardwick, né le 23 novembre 1971, est un humoriste et animateur de télévision américain. Il anime l'émission @midnight diffusée sur Comedy Central.